# Banatsko Višnjićevo
Banatsko Višnjićevo (ćirilično: Банатско Вишњићево, mađarski: Vida) je naselje u Banatu u Vojvodini u sastavu općine Žitište.

## Stanovništvo
U naselju Banatsko Višnjićevo živi 384 stanovnika, od toga 319 punoljetna stanovnika, prosječna starost stanovništva iznosi 45,8 godina (44,0 kod muškaraca i 47,4 kod žena). U naselju ima 148 domaćinstava, a prosječan broj članova po domaćinstvu je 2,59.
| Etnički sastav 2002. |            |        |
| Narod                | Stanovnika | %      |
| Srbi                 | 362        | 94,27% |
| Crnogorci            | 3          | 0,78%  |
| Jugoslaveni          | 3          | 0,78%  |
| Rumunji              | 2          | 0,52%  |
| Mađari               | 1          | 0,26%  |
| Hrvati               | 1          | 0,26%  |
| nepoznato            | 10         | 2,60%  |

| broj stanovnika | 662   | 682   | 677   | 577   | 458   | 391   | 384   |
|                 | 1948. | 1953. | 1961. | 1971. | 1981. | 1991. | 2001. |

## Vanjske poveznice
- Karte, položaj, zemljopisni podaci o naselju